# Amblicephalonius tenuistriatus
Amblicephalonius tenuistriatus is een keversoort uit de familie Coptoclavidae. De wetenschappelijke naam van de soort is voor het eerst geldig gepubliceerd in 1953 door Bode.